# Faumont
Faumont é uma comuna francesa na região administrativa de Altos da França, no departamento do Norte. Estende-se por uma área de 9.58 km². Em 2010 a comuna tinha 2 236 habitantes (densidade: 233,4 hab./km²).